# UEFA年間最優秀選手
UEFA年間最優秀選手賞（英: UEFA Club Footballer of the Year）は、各年度のUEFAチャンピオンズリーグで最も活躍した選手に贈られる賞で、決勝トーナメントに進出した16クラブの監督の投票によって決められる。2010-11年度よりUEFA欧州最優秀選手賞となった。

## 受賞者
| 年度    | 選手                           | 所属クラブ                   |
| ------- | ------------------------------ | ---------------------------- |
| 1997-98 | ロナウド                       | インテル                     |
| 1998-99 | デビッド・ベッカム             | マンチェスター・ユナイテッド |
| 1999-00 | フェルナンド・レドンド         | レアル・マドリード           |
| 2000-01 | シュテファン・エッフェンベルク | バイエルン・ミュンヘン       |
| 2001-02 | ジネディーヌ・ジダン           | レアル・マドリード           |
| 2002-03 | ジャンルイジ・ブッフォン       | ユヴェントス                 |
| 2003-04 | デコ                           | ポルト                       |
| 2004-05 | スティーヴン・ジェラード       | リヴァプール                 |
| 2005-06 | ロナウジーニョ                 | バルセロナ                   |
| 2006-07 | カカ                           | ACミラン                     |
| 2007-08 | クリスティアーノ・ロナウド     | マンチェスター・ユナイテッド |
| 2008-09 | リオネル・メッシ               | バルセロナ                   |
| 2009-10 | ディエゴ・ミリート             | インテル                     |